# ドイツ勲章

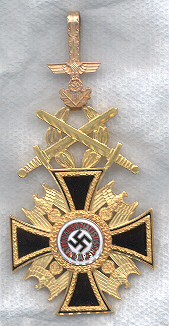
1級ドイツ勲章

ドイツ勲章（独:Deutscher Orden）は国家社会主義ドイツ労働者党の最高勲章。

## 解説
恐らくナチス・ドイツの勲章の中でも最も豪華なデザインである。鉄十字の形をしており中央には黄金ナチ党員バッジと同じデザインのシンボルが配され、また鉄十字の各腕の間にはライヒスアドラーが入っている。
1級から3級まで存在する。1級は十字の上の吊り金具が二本の交差した剣とオリーブの輪のデザインになっており、綬（リボン）を使って襟元に佩用する。2級も綬を使って襟元に佩用するが、こちらは吊り金具に剣とオリーブの輪のデザインがない。3級は後ろがピンになっており、胸に佩用する。
最初に受章したのは軍需大臣フリッツ・トートだった。トートはアウトバーンの建設者であり、戦時中にはトート機関の長また軍需大臣として陸軍や海軍の基地の建設に携わった人物である。彼は1942年2月7日に飛行機事故で死亡したため、2月12日に同勲章の追贈を受けた。
2人目の受章者は「ユダヤ人問題の最終的解決」の執行者として悪名高きラインハルト・ハイドリヒ親衛隊大将であった。ハイドリヒはベーメン・メーレン保護領（チェコ）副総督をしていた1942年5月27日にプラハでイギリス政府の放ったチェコ人暗殺部隊の襲撃を受け、その時の負傷がもとで6月4日になって死亡している。6月9日に同勲章が追贈された。
最後の死後受章者は総統主席副官であるルドルフ・シュムントで、1944年の7月20日事件（ヒトラー暗殺未遂）においてクラウス・フォン・シュタウフェンベルク大佐が仕掛けた爆弾の爆発により負傷し10月1日に死亡、同月7日に同勲章を追贈された。なお、同じ事件において死亡した他の3名（速記者ハインリヒ・ベルガー、空軍参謀長ギュンター・コルテン、総統副官ハインツ・ブラント）には同勲章の追贈は行われていない（階級の特進や国葬の挙行など、別の形で報いてはいる）。
ナチス・ドイツにおいて受章者数が非常に少ない勲章の一つであり、死後の追贈という形でしか授与されていない勲章だったため「死の勲章」などとも呼ばれていたが、1945年の終戦間際になって生前叙勲が行われるようになっている。受章者はほとんどが大管区指導者・突撃隊大将・親衛隊大将以上のナチ党の高級幹部であり、党籍を持たない受章者はシュムントのみである。

## 11名の受章者

### 追贈者
- 1942年2月12日 フリッツ・トート
- 1942年6月9日 ラインハルト・ハイドリヒ
- 1942年6月21日 アドルフ・ヒューンライン
- 1943年5月8日 ヴィクトール・ルッツェ
- 1944年4月17日 アドルフ・ワーグナー
- 1944年10月3日 ヨーゼフ・ビュルケル
- 1944年10月7日 ルドルフ・シュムント

### 生前叙勲
- 1945年2月24日 コンスタンティン・ヒールル
- 1945年4月12日 カール・ハンケ
- 1945年4月19日 カール・ホルツ（ドイツ語版）
- 1945年4月28日 アルトゥール・アクスマン